# 童話王國 (電視動畫)
《童話王國》是一部美國詩選電視動畫影集，1995年3月12日在HBO首播。動畫由羅伯特·古勞姆擔任旁白，從1995年到2000年共播出三季39集。
動畫每集都詳細講述了不同文化中的經典故事，還找來著名演員、喜劇演員、歌手、說唱歌手、舞蹈家、模特兒、政治活動家、運動員、特技演員和其他名人客串，為當中的角色配音。
《童話王國》之後在HBO Family上重播，並登上Max供訂閱用戶觀看。

## 外部連結
- 互联网电影数据库（IMDb）上《童話王國》的资料（英文）
- 大卡通上《童話王國》的資料